# Thyreodon affinis
Thyreodon affinis là một loài tò vò trong họ Ichneumonidae.